# Iñigo de Galarreta
Iñigo Ruiz de Galarreta Etxeberria (ur. 6 sierpnia 1993 w San Sebastián) – hiszpański piłkarz występujący na pozycji pomocnika w Athletic Bilbao.